# Pars pro toto
Pars pro toto (lat.) retorička je figura koja doslovce znači "dio se tretira kao cjelina".
Koristi se tako da se naziv objekta zamijeni nazivom jednog ili više njegovih dijelova, primjerice:
- "njegov vlastiti kut" umjesto vlastitog doma,
- "krov nad glavom" umjesto kuće itd.

U klasičnoj retorici, pars pro toto označava i tehniku namjernog laganja slušateljima kroz stavljanje na raspolaganje samo dijela informacije (istine).